# Camposicola sanctateresae
Camposicola sanctateresae is een hooiwagen uit de familie Gonyleptidae. De wetenschappelijke naam van Camposicola sanctateresae gaat terug op H. E. M. Soares & B. A. Soares.